# أدريان زيلر
أدريان زيلر (بالفرنسية: Adrien Zeller) (و. 1940 – 2009 م) هو سياسي، من فرنسا، ولد في سافيرن، كان عضوًا في الاتحاد من أجل حركة شعبية، والاتحاد من أجل الديمقراطية الفرنسية، توفي في هاغويناو، عن عمر يناهز 69 عاماً بسبب نوبة قلبية.

## مناصب
تولى منصب عضو الجمعية الوطنية الفرنسية، وعضو المجلس العام، وconseiller régional، ورئيس بلدية، وعضو البرلمان الأوروبي.

## التعليم
تعلم في كلية أوروبا.

## جوائز
حصل على جوائز منها:
- وسام جوقة الشرف من رتبة فارس
- نيشان الاستحقاق الوطني من رتبة ضابط
- وسام الاستحقاق لبادن-فورتمبيرغ.